# قائمة مكتبات جافا سكريبت
قائمة مكتبات جافا سكريبت هي قائمة تحتوى على أهم المكتبات المتعلقة بلغة البرمجة جافا سكريبت

## تطبيقات الويب
- رياكت
- نكست جي إس
- فيو جي إس